# Gabasavalgi, Sindgi
Gabasavalgi là một làng thuộc tehsil Sindgi, huyện Bijapur, bang Karnataka, Ấn Độ.